# Bildstock (Albertshausen, Ruhäcker)

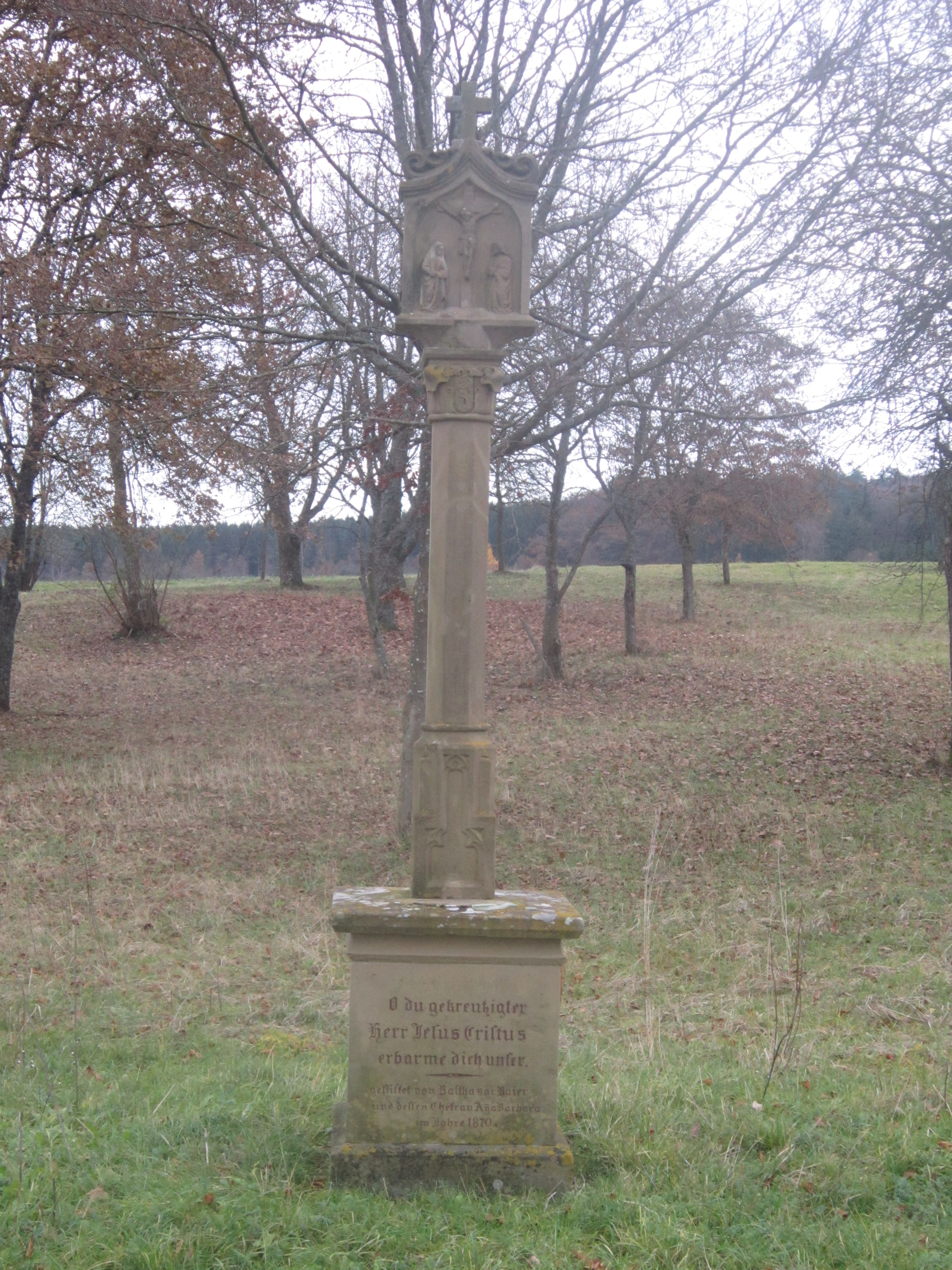
Bildstock, Ruhäcker, Albertshausen

Der Bildstock mit der Adresse Albertshausener Straße 6 befindet sich in Albertshausen, einem Stadtteil von Bad Kissingen, der Großen Kreisstadt des unterfränkischen Landkreises Bad Kissingen. Er gehört zu den Bad Kissinger Baudenkmälern und ist unter der Nummer D-6-72-114-142 in der Bayerischen Denkmalliste registriert.

## Beschreibung
Der Bildstock besteht aus gelbem Sandstein und entstand laut Stiftungsinschrift im Jahr 1870. Der ursprüngliche Standort des Bildstocks befand sich nahe der Bildeiche in der Nähe der Seewiese am See am alten „Euerdorfer Weg“. Bei einner Renovierung im November 1982 wurde der Bildstock an seinen jetzigen Standort neben der Bildeiche an der Umgehungsstraße versetzt.
Der Bildstock ist 3,42 m hoch und aus vier Teilen (zwei Sockelteile, Schaft, Tafel) zusammengesetzt. Auf einem versenkten Fundament befindet sich ein 89 cm hoher Sockel (75 cm × 75 cm) mit Platte, darauf ein 54 cm hoher Säulensockel mit neugotischer Verzierung (25 cm × 25 cm), ein 112 cm hoher Achtkantschaft, ein 22 cm hohes neugotisches Blätterkapitell und eine Tafel mit Kielbogenabschluss. Darüber befindet sich eine 16 cm dicke Rankenzier (50 cm × 66 cm) und ein Kreuz (20 cm). Der Sockel mit der Grundfläche 75 cm × 75 cm ist nach 15 cm Höhe eingezogen auf einen 63 cm hohen Würfel mit einer Grundfläche 70 cm × 71 cm. Es folgt eine 17 cm hohe Abschlussplatte mit der Grundfläche 75 cm × 75 cm aus einer vorkragenden Platte (4 cm), einer Kehle von 6 cm und einer ausschwingenden Platte (5 cm).
Die Sockelinschrift in Fraktur lautet:

„O du gekreutzigter

Herr Jesus Cristus

erbarme dich unser.

—

gestiftet von Balthasar Baier

und dessen Ehefrau Anna Barbara

im Jahre 1870“

Der Tafelrahmen beherbergt eine Kreuzigungsgruppe mit Maria (links) und Johannes (rechts).